# Clubiona kurenshikovi
Clubiona kurenshikovi là một loài nhện trong họ Clubionidae.
Loài này thuộc chi Clubiona. Clubiona kurenshikovi được miêu tả năm 1995 bởi Mikhailov.